# Muhkem
Muhkem ili jasni ajeti su prema tefsirskoj podjeli ajeta ajeti, koji su razumljivi i ne mogu se oprečno tumačiti. Jasni su zato što po svojoj nakani i značenju tako da njihova nakana ne sliči nekoj drugoj nakani. Muslimanski vjernik duboka vjerovanja mora vjerovati u muhkem ajete i po njima djelovati.
Suprotni su mutešabih ajeti.